# Vidalia accola
Vidalia accola är en tvåvingeart som först beskrevs av Hardy 1973.  Vidalia accola ingår i släktet Vidalia och familjen borrflugor. Inga underarter finns listade i Catalogue of Life.